# Marie d'Anjou (1290-1347)
Pour les articles homonymes, voir Marie d'Anjou (homonymie).
Marie d'Anjou (1290 - fin avril 1346 / janvier 1347) est un membre de la maison capétienne d'Anjou-Sicile, reine de Majorque par son mariage avec le roi Sanche de Majorque. Elle est la fille de Charles II d'Anjou et de Marie de Hongrie.

## Biographie
Marie épouse par procuration le roi Sanche le 20 septembre 1304 et en personne en 1308. Le couple n'a pas d'enfant, ce qui menace la survie du jeune état indépendant. Sanche lègue le royaume à son neveu Jacques pour l'empêcher de tomber aux mains de la couronne d'Aragon et meurt en 1324.
Deux ans après la mort de Sanche, Marie épouse Jacques d'Ejerica, membre de la maison de Barcelone. Elle est emprisonnée à Jérica en 1331 par le roi Alphonse IV d'Aragon, puis transférée à Valence. Son frère, le roi Robert Ier de Naples, organise sa libération et elle quitte Valence après juin 1337 pour Barjols en Provence. Marie meurt sans enfant en 1346 ou 1347.

## Sources
- Jean Dunbabin, The French in the Kingdom of Sicily, 1266–1305, Cambridge University Press, 2011.